# Замок Каслмор
Замок Каслмор (англ. Castlemore Moat, Castlemore Castle; ирл. Fotheret O'Nolan, Rathsillan) — один из замков Ирландии, когда-то был расположен в графстве Карлоу.

## История
Замок был построен в конце XII века после англо-нормандского завоевания Ирландии 1169 года для защиты завоеванных земель от ирландских кланов, которые пытались вернуть себе отобранные у них земли. Замок построений Раймондом Фиц-Джеральдом (Раймонд Ле Грос) — один из командиров англо-норманнского вторжения в Ирландию. До этого здесь, возможно, была крепость ирландского клана. Эти земли достались Раймонду Ле Гросу когда он женился на Бесилие — сестре графа Стронгбоу. Женившись, Раймонд жил с женой в замке Каслмор.
От замка остался только искусственный холм высотой 9 м (30 футов). На холме стоит небольшой камень с изображением латинского креста. Размеры холма: 18 м с востока на запад, 13 м с севера на юг.
Дом Каслмор-хаус по внешнему виду напоминает замок. Это загородный дом, построенный в 1874 году, асимметричный в плане. Здание включает в себя более древний дом, построенный в 1675 году. Крыша украшен зубцами в стиле средневекового замка. Дом сейчас заброшен и превратился в руины.